# Длиннолапые подёнки
Длиннолапые подёнки (лат. Siphlonuridae)— семейство насекомых из отряда подёнок (Ephemeroptera).

## Описание
Длина тела имаго у разных представителей варьирует от 7 до 25 мм. Задние крылья имеются. Лапки состоят из 5 члеников.
Личинки живут в зарослях водных растений. Представители этого семейства населяют Голарктический регион.

## Классификация
Семейство разделяют на восемь подсемейств. Иногда часть подсемейств некоторые систематики считают самостоятельными семействами или переносят в другие семейства.

### Некоторые роды
- Ameletus Eaton, 1885
- Edmundsius Day, 1953
- Parameletus Bengtsson, 1908
- Siphlonurus Eaton, 1868
- Siphlonisca Needham, 1909
- Siphlurella Bengtsson, 1909